# Kanton Toul-Nord
Toul-Nord is een voormalig kanton van het Franse departement Meurthe-et-Moselle. Het kanton maakte deel uit van het arrondissement Toul.
Op 22 maart 2015 werd het kanton opgeheven. De gemeenten Dommartin-lès-Toul, Écrouves, Foug, Laneuveville-derrière-Foug, Lay-Saint-Remy en Pagney-derrière-Barine werden opgenmomen en in het nieuw samengestelde kanton Toul, de gemeenten Aingeray, Boucq, Bouvron, Bruley, Fontenoy-sur-Moselle, Gondreville, Lagney, Lucey, Ménil-la-Tour, Sanzey, Sexey-les-Bois en Trondes in het eveneens nieuw samengestelde kanton Nord-Toulois

## Gemeenten
Het kanton Toul-Nord omvatte de volgende gemeenten:
- Aingeray
- Boucq
- Bouvron
- Bruley
- Dommartin-lès-Toul
- Écrouves
- Fontenoy-sur-Moselle
- Foug
- Gondreville
- Lagney
- Laneuveville-derrière-Foug
- Lay-Saint-Remy
- Lucey
- Ménil-la-Tour
- Pagney-derrière-Barine
- Sanzey
- Sexey-les-Bois
- Toul (deels, hoofdplaats)
- Trondes